# Peter Higgins
Francis Peter Higgins (ur. 16 listopada 1928 w Stockton-on-Tees, zm. 8 września 1993) – brytyjski lekkoatleta (sprinter),  medalista olimpijski z 1956.
Zwyciężył w sztafecie 4 × 440 jardów na Igrzyskach Imperium Brytyjskiego i Wspólnoty Brytyjskiej w 1954 w Vancouver (w sztafecie biegli również Alan Dick, Derek Johnson i Peter Fryer), a w biegu na 440 jardów odpadł w półfinale. Na mistrzostwach Europy w 1954 w Bernie sztafeta 4 × 400 metrów w składzie: Higgins, Dick, Fryer i Johnson została zdyskwalifikowana w finale.
Zdobył brązowy medal na igrzyskach olimpijskich w 1956 w Melbourne w sztafecie 4 × 400 metrów (biegła w składzie: John Salisbury, Michael Wheeler, Higgins i Johnson), a w biegu na 400 metrów odpadł w półfinale.
Higgins był mistrzem Wielkiej Brytanii (AAA) w biegu na 440 jardów w 1957. Dwukrotnie ustanawiał rekordy Wielkiej Brytanii w sztafecie 4 × 400 metrów (do wyniku 3:07,2 1 grudnia 1956 w Melbourne).
Rekordy życiowe:
| Konkurencja        | Data i miejsce | Wynik |
| ------------------ | -------------- | ----- |
| bieg na 400 metrów | 1956           | 47,1  |